# حوثرة بن سهيل
حوثرة بن سهيل بن العجلان الباهلي أبو المثنى القنسريني، من أهل قنسرين، وهو أخو عجلان بن سهيل الباهلي، كان أمير مصر لمروان بن محمد، وكان معه يوم غلب على دمشق وكان سيئ السيرة.

## نسبه
هو أبو المثنى الحوثرة بن سهيل بن العجلان بن سهيل بن كعب بن عامر بن عمر بن رباح بن عبد الله بن عبد بن فراض بن باهلة، وينتهي نسب باهلة إلى معن بن مالك بن أعصر بن سعد بن قيس عيلان بن مضر بن نزار بن معد بن عدنان.

## ولايتة لمصر
ولى الخليفة الاموي مروان بن محمد حوثرة بن سهيل مصر، ثم سار اليها ومعه عمرو بن الوضاح في الوضاحية، وهم سبعة آلاف رجل. وعلى أهل حمص نمير بن يزيد بن الحصين بن نمير السكوني، وعلى أهل الجزيرة موسى بن عبد الله الثعلبي، وعلى أهل قنسرين أبو جمل بن عمرو بن قيس الكندي. وبعث حوثرة بأبي الجراح الحرشي بشر بن أوس إلى مصر. فقدمها يوم الأحد لليلتين خلتا من المحرم سنة ثمان وعشرين ومئة. واجتمع الجند إلى حفص، وسأله أن يمانع الحوثرة. فامتنع وقال لأبي الجراح: قد سلمت إليك ما بيدي. فعُزل حفص يومئذ. وأمر عبد الرحمن بن سالم بن أبي سالم الجيشاني بالصلاة بالناس إلى قدوم حوثرة. وختم على الدواوين وبيت المال.
وخشي أهل مصر من حوثرة، فبعثوا إليه يزيد بن مسروق الحضرمي. فتلقاه بالعريش، فسأله أن يؤمنهم على ما أحدثوا من عصيان. فأجابه الحوثرة إلى ما سأل، وكتب لهم كتاباً بعهدٍ وأمان. فأتاهم به يزيد فاطمأنوا إلى ذلك. ثم بعث إليهم حوثرة، يستأذنهم في المسير إليهم والدخول إلى مصر، فأذنوا له. وسار إليها حتى نزل المسناة، وبعث إليهم: إن كنتم في الطاعة فالقوني في الأردية. فقال رجاء بن الأشيم الحضرمي لحفص بن الوليد الحضري: أطعني أيها الأمير وامنعهم. قال: أكره الرياء. قال: فدعني أقف في جبل، فإن رأيت ما تحب تطرقنا، وإن كان غير ذلك استنقذناك منهم. قال: قد أعطاني ما ترى من العهد، ولن أستظهر بغير الله. فقال رجاء: والله لا رغبت نفسي عن نفسك. فخرج إليه حفص ووجوه الجند حتى دخلوا عليه فسطاطه، فقال لحفص ورجاء: ما أنتما؟ قالا: حفص ورجاء. قال: قيدوهما، فقيدوا. وانهزم أهل مصر.
وكان دخوله الحوثرة على الصلاة، وعيسى بن أبي عطاء على الخراج، يوم الأربعاء لاثنتي عشرة ليلة خلت من المحرم سنة ثمان وعشرين ومئة. فجعل حوثرة على شرطه حسان بن عتاهية التجيبي.
وارسل مروان بن محمد إلى أهل مصر يقول في حوثرة بن سهيل: أني قد بعثت إليكم رجلاً أعرابياً بدوياً فصيح اللسان، من حاله ومن حاله كذا، فاجمعوا له رجلاً فيه مثل فضالة يسدده في القضاء، ويصوبه في النظر، ويسدد في كذا وكذا. قال بكر بن منصور: فأجمع الناس كلهم يومئذ على الليث بن سعد، وفيهم معلماه يزيد بن أبي حبيب وعمرو بن الحارث. وجمع الجند إلى المسجد فخطبهم الحوثرة بشعر بليغ:
دَعَوْتُ أبا لَيلى إلى الصّلحِ كَيْ يَبو
بِرَأيٍ أصيلٍ أوْ يَرُدّ إلى حِلْمِ
دَعاني لِشَبّ الحَرْبِ بَيْني وَبَيْنَهُ
فَقُلتُ لَهُ مَهلاً هَلُمّ إلى السّلْمِ
ثم بعث حوثرة الخيل في طلب رؤساء الفتنة ووجوههم، وهم محمد بن شريح بن ميمون المهري، وعمرو بن يزيد الشيباني، وعقبة بن نعيم الرعيني، ويزيد بن مسروق الحضرمي، ومحمود بن سليط الجذامي، وأيوب بن برغوث اللخمي. فجمعوا له أو عامتهم. ثم ضرب عنق رجاء بن الأشيم، وعمرو بن سليط، وبن برغوث، في جمع منهم، يوم الثلاثاء لاثنتي عشرة ليلة بقيت من المحرم سنة ثمان وعشرين ومئة. وقتل محمد بن شريح بن ميمون المهري، ثم قتل عقبة بن نعيم، وفهد بن مهدي. وقال حسان بن عتاهية لحوثرة: لم يبق لحضرموت إلا هذا القرن فإن قطعته قطعتها. يعني خير بن نعيم، كان على القضاء، فعزله حوثرة. وفرض الحوثرة لشيعة مروان، ومن كان يكاتبه، فروضاً في الخاصة. ففرض لزبان بن عبد العزيز في موالي بني أمية ألفاً، وفي قيس ألفاً؛ وفرض لزيد بن أبي أمية المعافري ثلاث مئة. وعقد الحوثرة لمحمد بن زبان بن عبد العزيز على الجند. وأنفذ معه أهل الديوان إلى العريش. فقتل عوف فقتل عوف بن حيزاب الحروي. وطلبوا ثابت بن نعيم الجذامي، حتى أسروه وبعثوا به إلى مروان. ثم قتل الحوثرة حفص بن الوليد الحضرمي، ويزيد ابن موسى بن وردان، يوم الثلاثاء لليلتين خلتا من شوال سنة ثمان وعشرين ومئة.
وكان زبان بن عبد العزيز شديد التحريض على حفص بن الوليد حتى قتل وقال مسرور الخولاني:
فإيّاكَ لا تَجني من الشرّ غلطَةً
فتودي كحفَصٍ أو رَجا بن الأُشيِّمِ
فَلا خَيرَ في الدّنْيا وَلا العَيش بَعدهم
فكَيفَ وَقَد أضْحَوْا بسَيفِ المقطّمِ
وقال الشاعر ابن ميادة المري:
لَقد سرّني إنْ كانَ شَيئاً يَسُرّني
مُغادُ ابنِ صَبّارٍ على بَلخَ والسَّفْرُ
وَحَوْثَرَةُ المُهْدي بمِصرَ جِيادَهُ
وَأسيافَهُ حَتى استَقامَتْ لَهُ مِصرُ
ثم قدم إلى مصر داعية عبد الله بن يحيى طالب الحق، فدعاهم. فبايع له ناس من تجيب وغيرهم. فبلغ ذلك حسان بن عتاهية، فاستخرجهم فقتلهم حوثرة .
ثم ارسل مروان بن محمد الحوثرة عن مصر في جمادى الأولى سنة إحدى وثلاثين ومئة. وبعث به مروان مدداً إلى يزيد بن عمر بن هبيرة بالعراق. فحضر الحصار بواسط، ثم قتل مع يزيد بن هبيرة. واستخلف الحوثرة على مصر حسان بن عتاهية التجيبي.

## بعض من أخباره
- قيل عنه كان أمير مصر لمروان بن محمد، وكان رجل سوء سفاكًا للدماء تحكى عنه حكايات في خطبه .
- وقيل ما يخالف ذلك وأنه لما تولى مصر كان رجلًا حليمًا، قليلَ الغضب، قيل إنّ رجلًا من العرب دخل إليه وهو يريد الدخول إلى داره، فحدثه في حاجة له، فوضع الأعرابي نعل سيفه على رجل حوثرة، وأطال معه الحديث، وجعل يغوص بالسيف في رجله حتى أدماها، وهو صابر حتى فرغ الأعرابي من كلامه وخرج، فطلب حوثرة خرقة، ومسح بها الدم عن رجله، فقيل له: لم لم تأمره أن ينحي سيفه عن رجلك أيها الأمير؟! قال: خشيت أن أقطع عليه كلامه وهو في حاجته.[1]

## مقتله
قتل مع يزيد بن عمر بن هبيرة وأصحابه على يد أبي العباس السفاح عام 132 هـ.